# Колбасное дерево
Колбасное дерево, или кигелия (лат. Kigelia, от мозамбикского названия: банту kigeli-keia), — монотипный род растений семейства Бигнониевые в тропической Африке. Единственный вид — Кигелия африканская (лат. Kigelia africana), или кигелия перистая (лат. Kigelia pinnata).
Своё название колбасное дерево получило за плоды, похожие на колбасы, свешивающиеся с ветвей.

## Ботаническое описание

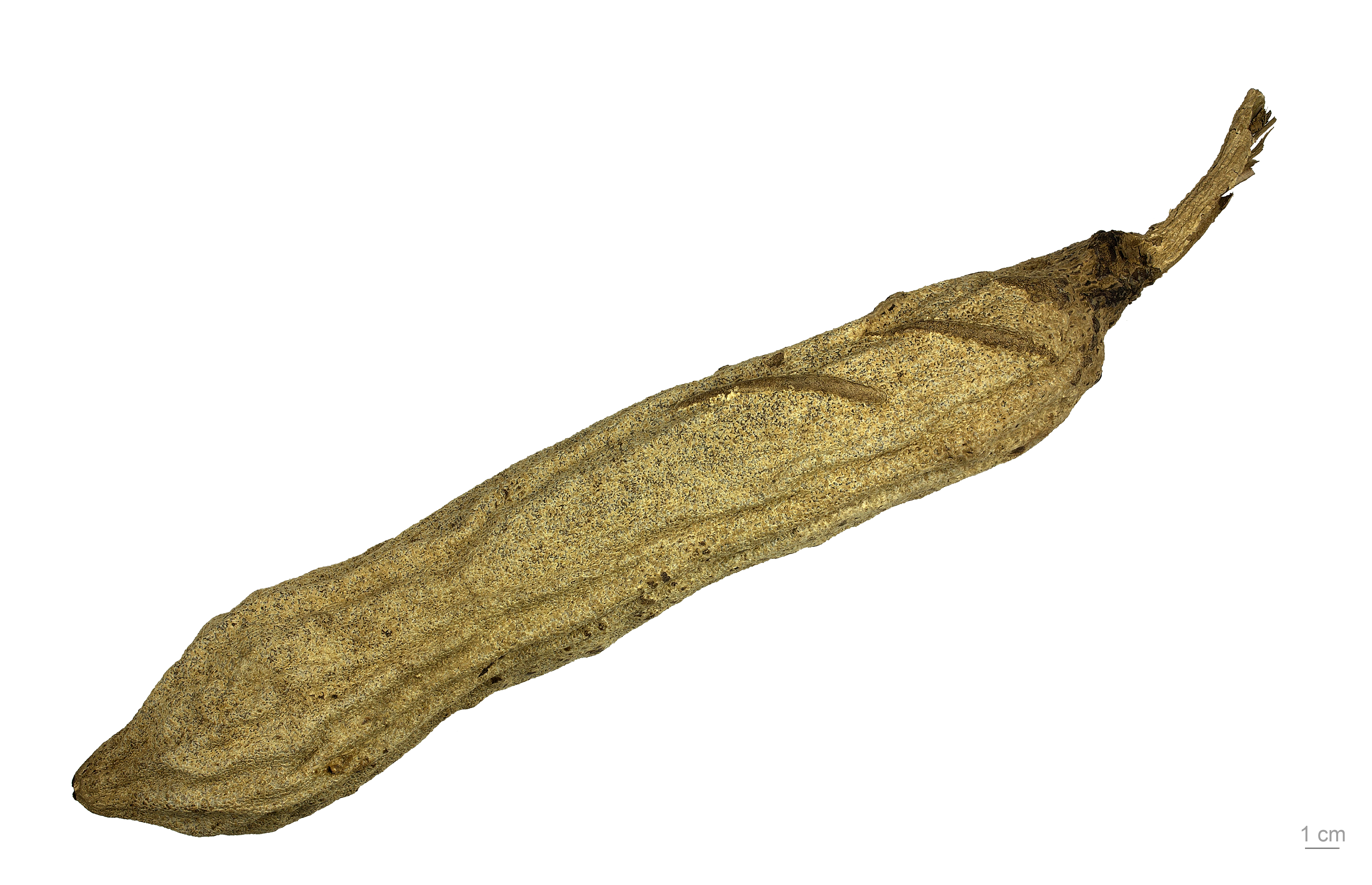
Плод, Тулузский музей

Листопадное дерево среднего или большого размера, до 25 м высотой, с округлой кроной. Листья супротивные или в мутовках по 3, непарноперистые, скучены к верхушкам ветвей; листочки (1)2—5-парные, сидячие или почти сидячие, кроме конечных, с черешком (0,7)1—4(6,5) см длиной. Пластинка листочка 3,5—17,5(22,5) см длиной, 2,5—11 см шириной, яйцевидно-эллиптическая, от обратно-яйцевидной до закругленной, с тупой верхушкой, от широко суженной до закругленной, не так часто остроконечной, основание от округленного до клиновидного, от слегка до глубоко асимметричного, за исключением кончика, листочек асимметричный, от голого до более или менее опушенного на обеих поверхностях, иногда более грубо опушенный на верхней, от бумажистого до кожистого, края цельные, пильчатые или зубчатые, а иногда и заметно волнистые; латеральные жилки (4) сверху 6—13 пар вдавлены, снизу выступающие, жилкование рыхло сетчатое; черешок (2)3,5—14(16) см длиной; рахис 3—25(29) см длиной, сверху бороздчатые, снизу вальковатые.
Цветки ночные, неприятно пахнущие, опыляются некоторыми видами летучих мышей, и реже, птицами. Цветки в свисающих очень рыхлых верхушечных кистевидных метелках 30—100(150) см длиной, на длинных цветоносах; цветоножки 1—11(13,5) см длиной, вальковатые снизу с загнутым кверху кончиком; прицветники мелкие ланцетные, округлые. Чашечка коротко трубчатая до колокольчатой, 1,7—4,3 см длиной, неравномерно 4—5-лопастная с лопастями до 1 см длиной, ребристая, снаружи голая или редко опушенная, иногда с неравномерно разбросанными мелкими желёзками. Венчик крупный, 6—12 см длиной, широко чашевидной формы, сначала желтоватой, позднее красноватой до пурпурного, нижняя трехлопастная, отогнутая доля венчика более или менее округлая, трубка венчика у основания цилиндрическая, внезапно расширяющаяся и загибающаяся вверх, 0,5 см длиной, сросшиеся на расстоянии до 1—2,5 см от основания трубки венчика. Тычинок 4, дидинамные, сросшиеся с трубкой венчика до основания зёва. Пыльники 7—13 мм длиной, стаминодий один, довольно крупный. Диск около 1 см в диаметре, 2—3 мм высотой, мясистый, неправильно лопастной, иногда почти усеченный. Завязь 8—15 мм длиной, цилиндрическая, столбик 4-7(8) см дл., нитевидный. Плоды колбасковидные до 1 м длиной., одиночные, до 18 см в диаметре, свисающие с длинного цветоноса, серовато-коричневые, в молодости покрытые чечевичками, массивные, с деревянистыми стенками, нераскрывающиеся. Семена 10 мм длиной, 7 мм шириной, многочисленные, бескрылые, окружены волокнистой мякотью, теста кожистая; семядоли складчатые. Цветение весной и в начале лета.

## Распространение
Естественный ареал этого вида охватывает большую часть Африки южнее Сахары, кроме самого юга в Южной Африке.

## Применение
Африканцы лечат плодами ревматизм, змеиные укусы, сифилис, изгоняют злых духов и останавливают торнадо (Watkins 1975). Из плодов делают слабоалкогольный напиток. Свежие плоды ядовиты и обладают сильным слабительным эффектом. Для употребления в пищу плоды сушат, жарят или ферментируют.
Широко культивируется в тропических регионах Азии, Америки и Австралии из-за декоративных цветов и необычных плодов.

### Применение в косметологии
Плоды кигелии содержат белок кигелин, который способствует производству кожей коллагена, эластина и гиалуроновой кислоты; стероидные соединения (стигмастерин, ситостерин и эстрон), действующие подобно гормонам; антиоксиданты, в частности, биофлавоноид кверцетин, а также другие флавоноиды, обладающие сосудоукрепляющим и противовоспалительным действием.
В современной косметологии кигелия используется в препаратах для ухода за кожей груди, препаратах для ухода за проблемной кожей, стареющий кожей и в средствах для ухода за волосами.
Наименование, согласно международной номенклатуре (INCI), Kigelia Africana Extract.